# 오늘, 사랑을 시작합니다
《오늘, 사랑을 시작합니다》(일본어: 今日、恋をはじめます)는 미나미 카난에 의한 일본의 만화 작품이다. "Sho-Comi"(쇼가쿠칸)에서 2007년 19호부터 2011년 24호까지 발행되었다. 이 중에서는 2011년 11호만 휴재중이다. 또한, 2012년 "Sho-Comi" 3.4호~5호의 전후편으로 연재 종료 이후에 후속 기사가 게재되었다.

## 개요
미나미 카난의 5번째 연재 작품이다.
- 2008년, "Sho-Comi" 본지 6호 부록으로 드라마 CD화되어 2010년에는 만화 한정판으로 애니메이션화되었다.
- 2012년 5월 현재 단행본 누계 발행 부수가 800만부를 돌파, 또한 이 작품의 단행본까지 누계 발행 부수가 1000만부를 돌파했다.

## 줄거리
히비노 츠바키는 고등학교에 입학한지 얼마 안 된 성실한 여고생. 너무 성실한 나머지 츠바키는 머리띠에, 복장도 이른바 "전시 중의 여학생"의 모습으로 입학식에서 주목의 대상이 되고 만다. 그런 가운데, 학교 최고의 인기남이자 이름이 비슷한 츠바키 쿄우타와 우연히 옆 자리가 된다.... 게다가, 어떤 사건을 계기로 그에게 첫 키스를 빼앗기고, 놀아나고 있었다고 느끼던 차에 점차 쿄우타 에게 끌려가는 츠바키이지만 ...?

## OVA
- ANIME 오늘, 사랑을 시작합니다

2010년 6월 23일 발매의 제9권 한정 특장판 제1화, 2010년 10월 23일 발매의 제10권 한정 특장판 제2화를 수록. 2011년 2월 25일에 2화의 에피소드에 정리 한 OVA를 발매. OVA는 타이틀 OP수록 외에도 프리미엄 에디션에는 영상 특전으로서 디지털 만화를수록. 또한 프렌치 키스의 CD 〈If〉 동고 DVD는 디지털 만화가 수록.
- 애니메이션 DVD 제1권 : 2010년 6월 23일 발매.
- 애니메이션 DVD 제2권 : 2010년 10월 23일 발매.

- OVA : 2011년 2월 25일 발매.
  - 엔딩 테마 〈심술궂은 사랑(いじわるな恋)〉

작사·작곡 - rino / 편곡 - 와타나베 타쿠야 / 노래 - 이토 카나
- - OVA 오프닝 테마 〈If〉

노래 - 프렌치 키스

## 영화
《오늘, 사랑을 시작합니다》(일본어: 今日、恋をはじめます)는 2012년 12월 8일 개봉한 일본 영화이다.

### 개요
주연은 타케이 에미, 마츠자카 토리. 테마 송으로는 SCANDAL, Perfume 등 총 12팀의 아티스트가 참여하였다.
일본의 전국 301개 스크린에서 개봉되어, 2012년 12월 8일, 9일 첫날 2일간으로 흥행 수입 2.2억 엔, 관객수 18만 8,378명으로 영화 관객 동원 랭킹 (흥행 통신사 조사)에 첫 등장 3위를 차지했다.

### 원작과의 차이점
- 나나, 미사키, 카나는 원작 만화에는 등장하지 않는다. 반대로, 미호는 영화에는 등장하지 않는다.
- 히비노 가족은 영업 사진관을 운영하고 있다.
- 케이타와 쿄카 설정이 몇 개씩 변경되어 있다.

### 출연진
- 히비노 츠바키 : 타케이 에미
- 츠바키 쿄우타 : 마츠자카 토리
- 하세가와 니시키와 : 야마자키 켄토
- 히비노 사쿠라 : 신카와 유아
- 나나 : 키무라 후미노
- 하라노이 : 아오야기 쇼
- 야마구치 아리사 : 타카나시 린
- 미사키 : 도킨즈 에리나
- 카나 : 후지와라 레이코
- 칸자키 쿄카 : 타카오카 사키
- 히비노 쇼이치로 : 하세가와 하츠노리
- 히비노 세츠코 : 아소 유미
- 츠바키 케이타 : 무라카미 히로아키

### 스태프
- 원작 : 미나미 카난
- 감독 : 후루사와 켄
- 각본 : 아사노 타에코
- 기획 제작 : 히라노 타카시, 모리카와 마사유키
- 음악 : Flying Pan
- 제작 프로덕션 : 파인 엔터테인먼트
- 배급 : 도호
- 제작 : 영화 "오늘, 사랑을 시작합니다" 제작위원회 (TBS TV, 도호, 쇼가쿠칸, 덴츠, WOWOW, 주부닛폰 방송, KDDI, 파인 엔터테인먼트, 포니캐년, 오스카 프로모션, 소니 뮤직 엔터테인먼트, 오버코트, Yahoo! JAPAN 일본 출판 판매, 홋카이도 방송, RKB 마이니치 방송)